# ロングバケーション (テレビドラマ)
『ロングバケーション』（英: Long Vacation）は、1996年4月15日から6月24日まで毎週月曜21:00 - 21:54に、フジテレビ系「月9」枠で放送されたテレビドラマ。主演は木村拓哉と山口智子。
略称は「ロンバケ」。第34回ギャラクシー賞選奨受賞（1996年度）。

## 概要
「月曜日はOLが街から消える」と週刊誌などで言われ、このドラマの影響でピアノを習い始める男性が増えるなど「ロンバケ現象」なる社会現象を巻き起こした。主演の木村はSMAPの人気上昇とともに人気がうなぎ上りだった頃であり、山口も既に「ダブル・キッチン」「29歳のクリスマス」などのヒット作に出演し人気女優の仲間入りを果たしていたこともあり、人気者同士の共演は話題を呼び、初回視聴率でいきなり30.6%という高視聴率を記録。その後も安定して高い視聴率をキープし、最終回で36.7％と最高視聴率を記録し有終の美を飾った。
竹野内豊や松たか子、稲森いずみ、広末涼子といったのちに連続ドラマや映画で主演級となった俳優・女優が多数共演し、豪華な顔ぶれとなっている。
脚本は全話北川悦吏子が担当、『あすなろ白書』『愛していると言ってくれ』に続く本作のヒットで人気脚本家の地位を確立した。
1996年10月7日21:00 - 23:18には、総集編に新撮部分を加えた『ロングバケーションスペシャル』が放送され、27.8%の高視聴率を獲得している。
なお、1996年4月15日から1996年6月24日までの全11回で放送されたが、初回・最終回は30分拡大枠で放送されたため、再放送などで1時間枠の中で放送される場合には第1回・最終回をそれぞれ前編・後編に分けた再構成版（計13回）として放送されており、それぞれ後編は前編と重複部分があるため後編冒頭に重複部分があることについて「おことわり」が入っている。
ちなみにこの初回（1996年4月15日）が放映された後、このドラマの直後番組でありSMAPのメンバーである木村も出演したSMAP×SMAPの初回が放送されている。

## あらすじ
第1話
落ち目のモデル、葉山南は結婚式当日に婚約者が失踪してしまい、そのルームメイトだった冴えないピアニスト、瀬名秀俊とやむを得ず同居することになる。瀬名は、陽気だが時々デリカシーのない発言をする南のペースに生活を乱され、ある日小競り合いを起こす。怒った南が出ていこうとした時、その日が彼女の誕生日だと知った瀬名は、ピアノでハッピーバースデーを弾いて彼女と和解する。
第2話
瀬名は自分の才能に自信を持てず、片思い中の後輩の奥沢涼子との恋もなかなか進展せず、ある時酒に酔った南は2人を茶化して彼の機嫌を損ねてしまう。そんな中瀬名宛のハガキで朝倉との婚約破棄が確定したことを知り、彼が戻ってくることにわずかな望みを持っていた南は落ち込んでしまう。そんな南に瀬名は、人生がうまくいかない時は「神様がくれた休暇」だと考えようと提案し励まし、2人はトラブルだらけの同居生活の中で、次第にお互いがかけがえのない存在になっていく。
第3話
瀬名は涼子から近々行われるコンクールへの参加を勧められるが「今は自分を試す時じゃない気がする」と断り、事務所をクビになった南とそれぞれ焦らず過ごすことに。そんな中上京した南の弟の真二がクラブを開店し、彼女は瀬名に涼子との仲を深めてもらおうとその店に連れて行く。しかし性格的に涼子に積極的にアプローチできない瀬名をよそに真二と彼女が意気投合し、その後真二がタクシーで送っていくと彼女と店を出てしまう。
第4話
真二が涼子の部屋に深夜までいたことを人づてに聞いた瀬名は不安になるが、彼女に直接話を聞いた南から取り越し苦労だったと聞かされ安心する。後日涼子と会った瀬名はキスしようとするが躊躇したため「いくじなし」と言われてしまい、帰宅して落ち込む彼を励ました南は恋を応援することに。南は明日瀬名が自宅で涼子に会って正式に告白すると知り、自ら涼子役を買って出て予行演習に付き合うが、当日告白の様子をこっそり見た南はどこか寂しさを感じてしまう。
第5話
告白が功を奏しデートすることになった瀬名は当日涼子と映画を見た後感想を言い合うがあまり共感してもらえずつい彼女に話を合わせてしまう。南は最近知り合ったカメラマンの杉崎哲也からとあるライヴに誘われたことを瀬名に上機嫌で伝えるが、当日会場で涼子と真二が別々で来ているのを目撃する。深夜涼子からの電話で「今から会えませんか？」と言われた瀬名は、南から悪い予感がすると引き止められるが彼女に会いに行ってしまう。
第6話
瀬名は涼子から他に好きな人がいることを打ち明けられ気分が沈むが、帰宅後南から瀬名にはピアノがあるから大丈夫と励まされる。面接に落ち続けていた南は杉崎からカメラアシスタントに誘われ、未経験で自信がないため瀬名に意見を聞くととにかくやってみるべきと言われて働きはじめる。涼子の好きな相手が真二と知った瀬名は彼女のために告白の場を作り、その夜話を聞いて「お人好し」と言いながらも慰めてくれた南とその場の雰囲気でキスをする。
第7話
瀬名と南は昨夜のキスのことでお互い意識し合うが、彼女が杉崎から現像所に届けるよう預かったフィルムを失くしてしまい一日中街を探し回るが見つからない。責任を取って仕事を辞める覚悟で南が事務所に向かうと、杉崎からフィルムを拾って届けてくれた人の話を聞いて胸を撫で下ろす。南は杉崎と翌日の入稿のため夜通しで作業に当たり何とか間に合わせた後、彼から「いつも精一杯な君を見ると切なくなるけど、切ないのは俺が君を好きだから」と告白される。
第8話
早朝に帰宅した南は直後に忘れ物を届けに来た杉崎に瀬名を紹介するが、密かにルームシェアを解消する時期が来たと感じ始める。瀬名が「音和堂クラシックコンクール」(以下、コンクール)への参加を決意した頃、南は杉崎からバツイチで元妻との間に子供がいることを打ち明けられるがその後も距離を縮め、自身も写真の技術を教わり始める。南は瀬名と最後の夕食を共にするが小競り合いになり、2人で楽しもうと買っておいた花火もできないまま翌朝さよならを告げて部屋を出ていく。
第9話
コンクールを前に新たな指導者から厳しい評価を受けた瀬名は、自身の才能の限界を感じてピアノを弾かなくなり音楽教室のバイトも辞めてしまう。そのことを真二から聞いた南は、瀬名にピアノを辞めないよう説得するが「奇跡でも起こらない限りこれ以上上手く弾けない」と言われてしまう。納得できない南は電子ピアノを買って以前彼が弾いてくれた思い出の曲を一週間猛練習し、つたないながらも彼のために心を込めて弾いて見せる。南の演奏に奇跡を感じ心を打たれた瀬名は、再び彼女から説得されてピアノへの情熱を取り戻す。
第10話
コンクール予選会当日を迎え、会場で瀬名のピアノ演奏を聴いた南の脳裏に彼と一緒に暮らした日々が駆け巡る。後日予選を突破した瀬名は南に最優秀になったらボストンに行くことを告げ、彼女からは杉崎からプロポーズされたことを告げてお互いにショックを受ける。杉崎からプロポーズの返事を数日間待つと言われていた南は、その後も彼と食事や遊びに出かけるが心の中で何かもやもやしたものを感じる。瀬名が以前南の残して行った花火をアパートの屋上で一人でしていたところへ「あなたとキスしに来た」と彼女が現れ2人は口づけを交わす。
第11話
本当に愛していたのは瀬名だと気づいた南はその夜彼と一つになり、翌日杉崎に謝罪して結婚できなくなったことを伝え事務所を去っていく。後日再び南は瀬名の部屋を訪れるが、会話の流れで口喧嘩になる。「勝手にボストンに行けば？」と言ってしまい、彼女は写真家として働くことを考え始める。ピアニストとしての将来と南との関係に決着をつけるべく本選に臨むことにした瀬名は、彼女に「長い休みはもう終わりだから」と告げて本選のチケットを渡す。
本選会当日、瀬名は南への想いを頭に描きながら渾身の演奏をし、客席の彼女は感動して自然と涙が頬を伝う。審査の結果、見事瀬名が最優秀賞を受賞しボストン行きを決めたのを見届けた南は、主催者たちに囲まれる彼に離れた場所から“がんばれ”とつぶやきそっと会場を後にする。南がいないことに気づいた瀬名は演奏時の衣装のまま街を走って彼女に追いつくと「一緒にボストンに行こう」と告げ、彼女は「はい」と返事する代わりに彼にキスをする。

## キャスト

### 主要人物
瀬名 秀俊〈24〉
演 - 木村拓哉
本作の主人公。日本芸術大学卒業後、大学院入試に失敗し現在は音楽教室講師で生計を立てているピアニストであり愛煙家でもある。葉山南の元婚約者・朝倉のルームメイトで後に葉山南と同居する。南から世界的レーシング・ドライバーのアイルトン・セナになぞらえて、「アイルトン」と呼ばれることもある。シャイで強気に行けない自分に自信が持てない性格もあり、誰かのためにピアノを弾いたことがない。一番好きなピアニストは、グレン・グールド（貴子が日本を離れる際、自身が所持していたグールドのCDをプレゼントしている）。役名は、『パラサイト・イヴ』で知られる小説家・瀬名秀明に由来。
葉山 南〈31〉
演 - 山口智子
ヒロイン。婚約者・朝倉に逃げられ、朝倉のルームメイトである瀬名のマンションに転がり込む。G.N.D Promotionに所属するモデルだったが結婚を機にモデルを引退するはずが予定が狂い、年齢のこともあって仕事が減ってクビにされ、カメラマン杉崎哲也のアシスタントとなる。岐阜県出身で、元ミス長良川下り。自己紹介をする時は、「三波春夫のみなみです!」が決まり文句。サバサバしており非常に明るい性格だが、時々余計な一言を言ってしまうことがある。愛煙家であったが禁煙中である。実家の母からは得意料理のアユの甘露煮を送られたり、時々電話で孫の顔が見たいと言われているが聞き流している模様。
葉山 真二〈24〉
演 - 竹野内豊
南の弟であり愛煙家でもある。1971年12月11日生まれ。O型。氷室とは交際中。かなりのプレイボーイだが、根は純粋で繊細だがここぞという場面で腸の具合が悪くなる。知り合った女性と駆け落ちすることが多い。南とは音信不通だったが5年ぶりに再会し、雇われオーナー兼バーテンダーとして、クラブ「テアトロン」で働くようになる。ワイルドな風貌に明るい性格だが軟派でチャラいことから、南と桃子から“アニマル真二”と呼ばれることもある。見た目に反して特技はピアノで、瀬名の前でショパンの『英雄ポロネーズ』を抜粋で弾いてみせ、その腕前に驚かせた。過去にクラシック・ピアノを習っていたが、見切りをつけて現在は趣味として、「テアトロン」で時々弾いている。
小石川 桃子
演 - 稲森いずみ
南の後輩で、G.N.D Promotion所属のモデル。南からは、「桃ちゃん」と呼ばれている。南を慕い、プライベートでもよく一緒に行動しており、南がモデルを辞めた後も変わらず会っている。マイペースで空気が読めない言動もあるが、嫌味がなくほがらかな性格。自称、頭の中にピンクの象（名前は花子）を飼っている不思議キャラ。下世話な話が大好きだが、観察力が鋭く、桃子の言葉が核心をつくことも多い。異性関係には奔放で、好みのタイプとは「とりあえず寝たい」。また、不倫中である。愛車はフォルクスワーゲン・ゴルフ（3代目）。
奥沢 涼子
演 - 松たか子
日本芸術大学2年で、瀬名の後輩。繊細で清楚なお嬢様タイプ。ただし、人前で瀬名に「もしかして私のこと好きだったんですか？」と尋ねるなど少々相手への気遣いができない所もある。大学やピアノコンクールでは、若手の注目株として期待されている。当初チャラくて、やや強引な性格の真二に良い印象は持っていなかったが、クラブ「テアトロン」で二人で電子ピアノのアドリブセッションをしたことで意気投合し、徐々に異性として意識し始める。ベン・フォールズ・ファイヴの「フィロソフィー」という曲が好き。
氷室 ルミ子
演 - りょう
インテリアデザイナー。競輪場で真二と知り合い、付き合っている。真二と共にクラブ「テアトロン」で働くようになる。真二が大好きでいつも一緒にいたいと思っている。真二と同棲を始め2人のお金は自身が管理している。マイペースな性格。目玉焼きは黄身が半生の状態が好き。

### 日本芸術大学
倉田 保
演 - 井上豪
瀬名が通っていた音大の友人。卒業後も瀬名と時々つるんでいる。ちゃっかりした性格で、涼子をデートに誘いたい瀬名にコンサートのチケット1枚5000円（前日のチケットであることは黙っていた）を1枚1万円で売ったことがある。現実的な考え方の持ち主で、自身の音楽の才能に見切りをつけ一般企業への就職を目指す。
佐々木教授
演 - 森本レオ
日本芸術大学教授。大学卒業後の瀬名を何かと気にかけていて、瀬名からも信頼されている。音楽教室のバイトを紹介した。瀬名のピアノについて、「聞き手との間に壁を作ってしまっている」「今度、壁、とっぱらってください」と、アドバイスした。既婚者だが第4話で妻に家を出ていかれる。その後、瀬名に音和堂音楽コンクールへの参加を勧め、優勝すればボストンにある交響楽団の専属ピアニストになれることを伝える。　

### G.N.D Promotion
斉藤 哲也
演 - 小林すすむ
マネージャー。南や桃子、いづみを担当している。30歳を過ぎて仕事のオファーが減った南にいづみのマネジャーになることを指示する。
椎名 いづみ
演 - 建みさと
三流のSサイズモデル。大柄で長身の南と桃子とは違い背が低く小柄の若いだけが取り柄の小便臭い小娘。アイドルっぽい見た目やぶりっ子な表の顔と違い結構気が強いらしく、モデルをクビになった南によると、「南を『オバサン』呼ばわりして取っ組み合いのケンカをした」とのこと。桃子曰く「同じ匂いがする」らしいので恐らく元ヤン。

### 瀬名の関係者
斉藤 貴子
演 - 広末涼子
瀬名の音楽教室の教え子。ピアノの教育に熱心な母親の下、コンクールで勝つために佐々木教授のつてで瀬名に習いに来た。愛想がなくプライドが高い性格で、瀬名に対して「もっといい講師が見つかるまでのつなぎ」と言ったことがある。ピアノについては、コンクールに通りやすい楽譜通りの演奏しかやらず、瀬名から「ピアノはもっと楽しんでやるものだよ」と言われた。その後瀬名と関わっていく中で心を開いていくが、ほどなくしてジュリアードに留学が決まり日本を離れた。シャ乱Qの『My Babe 君が眠るまで』が好き。
小田島 和久
演 - 津嘉山正種
佐々木教授が瀬名秀俊に紹介した音楽家で、佐々木とは同級生。コンセルヴァトアールの客員教授のピアニストとして知られている人物。指導者として時に辛辣な言葉で助言する。

### その他
杉崎 哲也
演 - 豊原功補
プロカメラマン。自分の事務所を構え、自分がアシスタント時代にファンだった南を雇う。誠実でさわやかな青年であり喫煙者でもある。現在は独身だが実はバツイチで、6歳になる男の子が一人いる（元妻と暮らしている）。年下の瀬名から「親戚のおばちゃん」扱いされることがある南のことを「南ちゃん」と呼び女性扱いしてくれる存在。ある時心に秘めていた南への想いを打ち明け、2人で食事に行ったり、自身の息子と遊びに行くなど親しくなっていく。
朝倉 耕平
演 - 伊藤芳則
南の元婚約者。結婚式の当日に逃げ出す。南が27歳の頃から3年間付き合い、毎年彼女の誕生日には深夜0時になると同時に電話で祝いの言葉をかけてきた。南によると「子供っぽい所があって、酔って街なかでカプセルトイの機械を見つけるとよくやっていたとのこと。第1話で南と瀬名が3階の部屋から投げ落とす緑色のスーパーボールもその一つ。
杉田 とよ子
演 - 角田よしこ

## スタッフ
- 脚本：北川悦吏子
- 演出：永山耕三、鈴木雅之、臼井裕詞
- 音楽：CAGNET
- 制作主任：由利芳伸
- 制作進行：山内君洋、片山俊哉
- 制作補：東海林秀文
- 広報：上野陽一
- 演出補：谷川功
- プロデュース補：谷古浩子
- プロデュース：亀山千広、杉尾敦弘
- 協力：バスク、渋谷ビデオスタジオ、ジャンプ、高橋レーシング、K&L、中川プロスパー
- 制作著作：フジテレビ

## 主題歌・挿入曲・挿入歌

### 主題歌
本作の主題歌「LA・LA・LA LOVE SONG」は、久保田利伸にとって初のオリコンシングルチャート1位、シングルでのミリオンセラー達成となり、本年度のオリコン年間シングルチャートでは3位へと輝いた。
- 久保田利伸 with Naomi Campbell「LA・LA・LA LOVE SONG」

### 挿入曲
挿入曲は、木村演ずる瀬名が劇中で演奏した曲を指す。このほか劇中では、多数のクラシック音楽が使用された。
- 『Minami - Piano Piece of Sena』（オリジナル・サウンドトラック1収録）
- 『Close to you〜瀬名のピアノ』（オリジナル・サウンドトラック・スペシャルボックス収録）

瀬名がこの曲を弾くシーンは何度かあるが、そのうち一シーンは木村本人が演奏している。木村はこのシーンのために、ピアノのレッスンを受けた。

### 挿入歌
- Section-S「little by little」（EMIミュージック・ジャパン、1996年5月22日発売、品番：TODT-3732）
- Ami with CAGNET「Sobani Iteyo」（EMIミュージック・ジャパン、1996年6月5日発売、品番：TODT-3760）
- Calin「Silent Emotion」（EMIミュージック・ジャパン、1996年6月19日発売、品番：TODT-3751）
- CAGNET featuring Anna「Deeper And Deeper」（EMIミュージック・ジャパン、1996年7月31日発売、品番：TOCP-8981）

### その他劇中曲
第1話
「猫踏んじゃった」
世界中で親しまれているピアノ曲。
瀬名の部屋に来た桃子が、彼がいない間に勝手にピアノで弾く。
「前奏曲第1巻第8曲亜麻色の髪の乙女」
作曲：ドビュッシー
瀬名の母校である音大のピアノがある練習室で涼子が、この曲を弾く。
「ハッピーバースデートゥーユー」
有名な誕生日ソング。
南が31歳の誕生日を迎えたことを祝って、瀬名が自宅のピアノで弾く。
「英雄ポロネーズ」
作曲：ショパン
真二が、初めて瀬名の部屋に訪れた時に室内のピアノで弾く。第6話ではバイト先のピアノで瀬名がこの曲を弾く。
「アヴェ・マリア」
作曲：グノー
音大のピアノで涼子がこの曲を弾く。
「ジムノペディ第1番」
作曲：サティ
上記の演奏直後、部屋に入ってきた瀬名の前で涼子が弾く。
第3話
「花」
作曲：瀧廉太郎
モデル事務所で暇を持て余す南と桃子が歌う。
「Hello, Again 〜昔からある場所〜」
作詞：小林武史、作曲：藤井謙二＆小林武史/原曲は1995年にMy Little Loverが歌唱した。
酒に酔った南が、この歌を歌いながら歩いて帰る。
「My Babe 君が眠るまで」
作詞、作曲：つんく/原曲は1995年にシャ乱Qが歌唱した。
貴子が忘れ物を取りに瀬名の自宅に訪れた時に、彼女が持っていたCDを見て南が歌う。詳しくは、当該楽曲の記事を参照のこと。
「ピアノソナタ第11番第3楽章」（トルコ行進曲）
作曲：モーツァルト
真二の店にあるシンセサイザーを使って、涼子と真二がこの曲をアレンジしながらセッションする。
「エリーゼのために」
作曲：ベートーヴェン
瀬名が自宅のピアノで、南と2人で弾く。
「夕焼小焼」（ゆうやけこやけ）
作詞：中村雨紅、作曲：草川信/大正時代に発表された童謡。
南の自宅アパートの屋上で、夕焼けを見ながら彼女と桃子が歌う。
第5話
「幻想即興曲」（即興曲第4番嬰ハ短調遺作作品66）
作曲：ショパン
瀬名と涼子がデートで食事するレストランのBGMで流れる。
「ひみつのアッコちゃん」（同アニメオープニングテーマソング）
作詞：井上ひさし、山元護久、作曲：小林亜星/原曲は1969年に岡田恭子が歌唱した。
杉崎からコンサートを一緒に見に行くよう誘われて上機嫌で帰ってきた南が、瀬名の前で歌う。
「フィロソフィー」
1990年代に活躍したアメリカのロックバンド、ベン・フォールズ・ファイヴが発表した曲。
数日前に真二が夜遅くに涼子の自宅まで送り、2人で過ごす時に彼女のラジオから流れる曲。
「練習曲第5番変ト長調『黒鍵』」
作曲：ショパン
瀬名が自宅のピアノで練習する。
「兎のダンス」
作詞：野口雨情、作曲：中山晋平/大正時代に発表された童謡。
上記の曲の途中で南が部屋に入ってきた直後に瀬名が弾く。
第6話
「青い珊瑚礁」
作詞：三浦徳子、作曲：小田裕一郎/原曲は、1980年に松田聖子が歌唱した。
南が自宅でドライヤーで髪の毛を乾かしながら歌う。
第7話
「ピアノ協奏曲第1番変ロ短調作品23第1楽章」
作曲：チャイコフスキー
音楽教室で教える小学生たちの前でこの曲をピアノで弾いた後、「今の音を楽譜に書いてみて」とからかう。
第8話
「青春のリグレット」
作詞、作曲：松任谷由実/原曲は、1984年に麗美が歌唱した。
南の部屋に遊びに来た桃子がアパートの共用スペースで歌う。第9話では南の前で真二が歌う。
第9話
「異邦人 -シルクロードのテーマ-」
作詞、作曲：久保田早紀/原曲は、1979年に久保田が歌唱した。
真二が運転する車の助手席で南が歌う。
第11話
「バンザイ 〜好きでよかった〜」
作詞、作曲：トータス松本/原曲は、1996年にウルフルズが歌唱した。
酔って歩いて帰宅する真二が歌う。
「パガニーニの主題による狂詩曲」（第18変奏）
作曲：ラフマニノフ
音和堂クラシック・コンクール本選会で涼子が演奏する。
「ヒナタ・ラプソディ第1番変ロ短調Op.38」
同じく上記の大会で瀬名が演奏する。

## 放送日程
| 各話                                                       | 放送日        | サブタイトル     | 演出     | 視聴率 | 備考     |
| ---------------------------------------------------------- | ------------- | ---------------- | -------- | ------ | -------- |
| 第1回                                                      | 1996年4月15日 | なんだよ! この女 | 永山耕三 | 30.6%  | 30分拡大 |
| 第2回                                                      | 1996年4月22日 | 彼女の涙         | 永山耕三 | 28.3%  |          |
| 第3回                                                      | 1996年4月29日 | 彼の純情         | 永山耕三 | 29.0%  |          |
| 第4回                                                      | 1996年5月6日  | 君の噂           | 鈴木雅之 | 27.6%  |          |
| 第5回                                                      | 1996年5月13日 | 愛の告白         | 鈴木雅之 | 27.9%  |          |
| 第6回                                                      | 1996年5月20日 | KISS             | 臼井裕詞 | 25.5%  |          |
| 第7回                                                      | 1996年5月27日 | 眠れぬ夜         | 永山耕三 | 27.7%  |          |
| 第8回                                                      | 1996年6月3日  | 別れの朝         | 永山耕三 | 29.9%  |          |
| 第9回                                                      | 1996年6月10日 | 瀬名の涙         | 臼井裕詞 | 29.1%  |          |
| 第10回                                                     | 1996年6月17日 | 最後の恋         | 鈴木雅之 | 28.6%  |          |
| 最終回                                                     | 1996年6月24日 | 神様のくれた結末 | 永山耕三 | 36.7%  | 27分拡大 |
| 平均視聴率 29.6%（視聴率は関東地区・ビデオリサーチ社調べ） |               |                  |          |        |          |

最終回の瞬間最高視聴率は、43.8%を記録した。

## 受賞
- 第9回ザテレビジョンドラマアカデミー賞[3][4]
  - 最優秀作品賞
  - 主演男優賞（木村拓哉）
  - 主演女優賞（山口智子）
  - 助演男優賞（竹野内豊）
  - 助演女優賞（稲森いずみ）
  - 新人俳優賞（松たか子）
  - ベストドレッサー賞（山口智子）
  - 脚本賞（北川悦吏子）
  - キャスティング賞
  - タイトルバック賞

## 関連商品
本作は関連商品もヒットし、1996年11月末現在で、『「ロングバケーション」オリジナル・サウンドトラック』は103万枚を売り上げ、同作を含む東芝EMI（現在：EMIミュージック・ジャパン）が発売した7種の関連アルバムの総売上は160万枚を突破した。劇中で瀬名が「好きなCD」として言及したグレン・グールドのピアノ演奏CDは1か月で4000枚、オリジナル楽譜は発売後1か月で6万部、ノベライズ単行本は発売1週間で15万部、ビデオは1996年11月末現在で全6巻の累計で25万本をそれぞれ販売した。

### DVD
- ロングバケーション DVD-BOX（ポニーキャニオン、2001年11月21日発売）

### VHS
- ロングバケーション Vol.1（ポニーキャニオン、1996年6月21日発売）
- ロングバケーション Vol.2・Vol.3（ポニーキャニオン、1996年7月3日発売）
- ロングバケーション Vol.4・Vol.5（ポニーキャニオン、1996年7月19日発売）
- ロングバケーション Vol.6（ポニーキャニオン、1996年8月7日発売）

### オリジナル・サウンドトラック
- CAGNET「「ロングバケーション」オリジナル・サウンドトラック」（EMIミュージック・ジャパン、1996年5月28日発売、品番：TOCT-9454）
- Section-S「ON AND ON（「ロングバケーション」オリジナル・サウンドトラック2）」（EMIミュージック・ジャパン、1996年6月26日発売、品番：TOCT-4047）
- CAGNET「Here We Are Again〜「ロングバケーション」オリジナル・サウンドトラック3」（EMIミュージック・ジャパン、1996年7月17日発売、品番：TOCT-9541）
- CAGNET「「ロングバケーション」オリジナル・サウンドトラック・スペシャルボックス」（EMIミュージック・ジャパン、1996年10月16日発売、品番：TOCT-9691/4）
  - 5枚組の初回限定盤。1枚目 - 3枚目は上記各3枚、4枚目は劇中で使用されたクラシック音楽、5枚目はボーナストラック[5]が収録されている。

### 書籍
- 単行本
  - 北川悦吏子『ロングバケーション』（角川書店、1996年、ISBN 978-4048729604）
- 文庫本
  - 北川悦吏子『ロングバケーション』（角川文庫、1998年、ISBN 978-4041966044）
- シナリオ本
  - 北川悦吏子『ロングバケーション〈上巻〉』（新風舎文庫、2004年、ISBN 978-4797492477）
  - 北川悦吏子『ロングバケーション〈下巻〉』（新風舎文庫、2004年、ISBN 978-4797492484）

## 再放送
- 2009年10月、フジテレビで再放送された。

## 特記事項
- 北川悦吏子によると、他者による案「星に願いを」に決まりかけた時期があり[6]、「年上の女」というのもあったという[7]。「ロングバケーション」というタイトルは北川悦吏子本人がつけた[8]。
- 瀬名が住むマンションのロケ地として使用されたビル（所在地：東京都江東区新大橋1-8）は「セナマン」と呼ばれ、ドラマの放映中・放映直後には見物人が多く訪れていた[1]。ビルは撮影後に取り壊され、跡地にマンションが建っているため現存しない。
- 上記ビルにほど近い、隅田川にかかる新大橋も劇中によく登場していた。
- 元々は愛し合う2人を別れさせるという筋書きが用意されていたが、視聴者からの要望に応えて2人が結ばれるという展開に変更された[9]。
- 最終回放送当日には、木村・山口が夕方のニュース番組『スーパータイム』に最終回の番組宣伝を行うためロンドンから中継出演した。
- 2017年4月10日放送の「さんタク」で明石家さんまと共に聖地巡礼と称して隅田川を船で訪れた。番組内ではロングバケーションロケ地と『男女7人秋物語』のロケ地として紹介されたが、当然「男女7人夏物語」のロケ地でもあった[10]。
- 2018年上半期の連続テレビ小説『半分、青い。』（同じ北川悦吏子脚本作品）では、第65回（6月15日）にて、『ロング バージョン』という架空のテレビドラマの映像が登場[11]。第1話のスーパーボール投げ[12]に似たシーンが描かれ、『LA・LA・LA LOVE SONG』に似た曲も用いられた[13]（ただし時代設定はロンバケより早い1992年）[14]。 この楽曲は、NHK連続テレビ小説「半分、青い。」お楽しみ劇中音楽集の2曲目に収録され、配信限定で2018年9月12日に発売もされた。また、第87回（7月11日）では、ロンバケ挿入歌のAmi with CAGNET「Sobani Iteyo」を、テレビではやってた曲としてヒロインの後の結婚相手・森山涼次が弾き語りした[15][16]。
- 時代が令和に変わった2019年、「ロンバケ現象」を知らない世代で『グランメゾン東京』の木村拓哉の演技を見て「ロングバケーション」に興味を持つ人が増加、さらに原作者の北川悦吏子が木村拓哉のソロコンサートを見に行ったツイートから「続編」に期待する返信ツイートも増加したが、これらの動向に北川は2020年2月の雑誌の取材で「続編はありません」との『正式回答』を発した[17]。